# Inventaire de la personnalité narcissique
L'inventaire de la personnalité narcissique (IPN) est, en psychosociologie,  un test de la mesure du narcissisme. 
C'est le plus communément utilisée dans la recherche en psychologie sociale . 
Bien que plusieurs versions de l'IPN aient été proposées dans la littérature, la version de quarante items à choix forcé est la plus fréquemment utilisée dans la recherche actuelle. L'IPN est basé sur les critères cliniques du DSM-III du trouble de la personnalité narcissique (TPN), bien qu'il ait été conçu pour mesurer ces caractéristiques dans la population générale. Ainsi, l'IPN est souvent dit mesurer le narcissisme « normal » ou « sous-clinique » (borderline) ; c'est-à-dire que les gens qui obtiennent de très haut score à l'IPN ne répondent pas nécessairement aux critères de diagnostic du TPN.
Du fait que l'IPN ait été, à l'origine, basé sur les critères DSM du TPN, beaucoup de recherches ont été faites sur ce facteur de structure. Robert N. Raskin et Howard Terry (1988) ont identifié sept facteurs de l'IPN :
- l'autorité,
- la supériorité,
- l'exhibitionnisme,
- l'habileté,
- la vanité,
- l'exploitation
- l'auto-suffisance,

cartographiant à peu près les critères du DSM pour le TPN. 
Depuis, plusieurs études ont également examiné le facteur de structure de l'IPN, avec différents résultats ; par exemple, certaines études rapportent trois facteurs, alors que d'autres en rapportent quatre. En outre, les facteurs de l'IPN exposent souvent une très faible consistance interne (même si la pleine échelle présente une fiabilité acceptable). Ainsi, le facteur de structure de l'IPN peut être considéré inconnu. Des recherches plus récentes ont tenté de mesurer le narcissisme avec un seul élément ; un des avantages est qu'il ne semble pas faire un amalgame avec le narcissisme normal, ou en bonne santé, avec l'estime de soi.
La recherche a constaté que les personnes ayant un score élevé à l'IPN sont plus susceptibles de tricher aux jeux, de mentir dans les relations amoureuses, de prendre plus de ressources pour eux-mêmes et de moins en laisser aux autres, d'accorder de la valeur aux choses matérielles, et d'être obsessionnellement soucieux de leur apparence.